# Villa Shulman
Pour les articles homonymes, voir Villa et Shulman.
 (décembre 2024).
Si vous disposez d'ouvrages ou d'articles de référence ou si vous connaissez des sites web de qualité traitant du thème abordé ici, merci de compléter l'article en donnant les références utiles à sa vérifiabilité et en les liant à la section « Notes et références ».
La villa Shulman (Shulman House, en anglais) est une villa design de style architecture californienne moderne, construite en 1950 par l'architecte américain Raphael Soriano (en) (1904-1988) pour le photographe d'architecture américain Julius Shulman. Construite dans le quartier d'Hollywood Hills de Los Angeles en Californie aux États-Unis, elle est classée aux Monuments historiques et culturels de Los Angeles depuis 1987,,.

## Historique
Cette villa de 370 m2 est un des emblèmes historiques du style architecture californienne moderne d’après-guerre, construite en 9 mois et achevée en 1950, en béton, acier, et panneaux de verre, avec 3 chambres, 3 salles de bains, des patios, et de nombreux meubles intégrés. Elle est inspirée entre autres du mouvement allemand Neues Bauen, et des Villa Lipetz (1936), Miller House (1937), Kaufmann Desert House (1946), et Frank Sinatra House (1947). Le terrain de 3 000 m2 est paysagé par le paysagiste américain Garrett Eckbo (en). 
Julius Shulman (1910-2009) (célèbre photographe emblématique d'architecture californienne moderne d’après-guerre) y a vécu toute sa vie jusqu’à sa disparition en 2009, à l'âge de 98 ans. Il est célèbre entre autres pour ses photos de la villa voisine Stahl House de l’architecte Pierre Koenig de 1959 (du programme Case Study Houses de la revue américaine Arts & Architecture).
La villa est vendue en 2010 pour 2,2 millions de dollars au scientifique-écrivain américain Jonah Lehrer, qui l'a faite entièrement rénovée dans sa forme d'origine, aux dernières normes de construction.  

## Distinctions
- 1987 : classée aux Monuments historiques et culturels de Los Angeles.